# سمفونی شماره ۷۸ (هایدن)

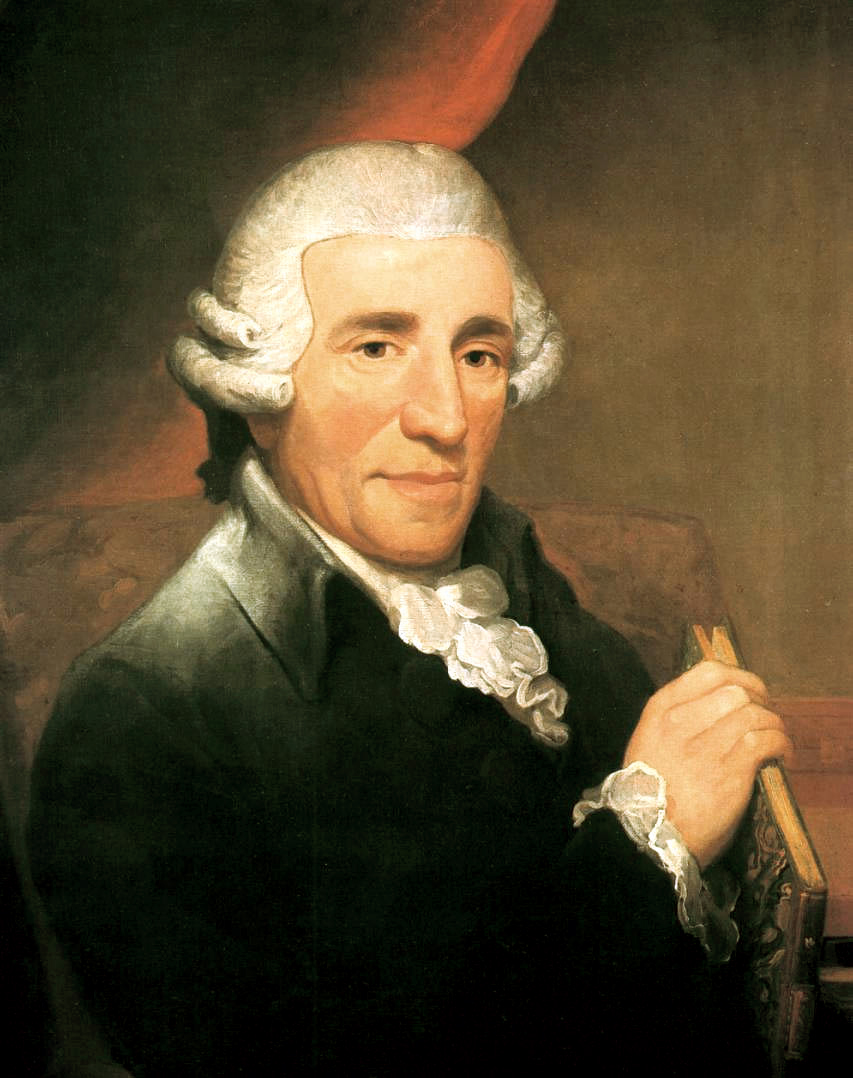
جوزف هایدن در سال ۱۷۹۲ پرتره‌ای از توماس هاردی

سمفونی شماره ۷۸ در دو مینور، هوبوکن ۱/۷۸، یک سمفونی از یوزف هایدن است که در سال ۱۷۸۲ تکمیل شد.
مشخص نیست که هایدن تا چه اندازه از ذائقهٔ مخاطبان انگلیسی اطلاع داشته است، اما این سه سمفونی دارای جلا و سبکی شبیه به آهنگسازان لندنی مانند یوهان کریستیان باخ و کارل فریدریش آبل دارد.

## موومان‌ها
این سمفونی برای فلوت، دو ابوا، دو باسون، دو هورن و یک زه ساخته شده است.
شخصیت بزرگی که هایدن برای دو سمفونی قبلی لندن استفاده کرد هنوز در دو موومان آغازین این سمفونی نیز وجود دارد، اما طوفان و استرس (به مجموعه سمفونی‌های پایانی هایدن طوفان و استرس گفته می‌شود) در دو موومان پایانی قابل مشاهده است.
1. Vivace, 3
4
2. آداجیو
3. منوئه و تریو: آلگرتو، 3
4
4. پایانی: Presto, 2
4

## تأثیرگذاری
این سمفونی به عنوان یکی از مدل‌های کنسرتو پیانو موتزارت در دو مینور در سال ۱۷۸۶ بود که از آغازین سمفونی هایدن استفاده می‌کرد.